# Vytautas Masiokas
Vytautas Masiokas (* 16. Januar 1955  in Papartynė, Rajongemeinde Panevėžys) ist ein litauischer Jurist, Strafrichter am Obersten Gericht Litauens.

## Leben
Von 1970 bis 1974 absolvierte Masiokas das Antanas-Kvedaras-Forsttechnikum in Kaunas, von 1977 bis 1982 das Diplomstudium der Rechtswissenschaft an der Rechtsfakultät der Vilniaus universitetas und wurde Diplom-Jurist.
1974 arbeitete Masiokas als Gehilfe des Reviersförsters der Försterei Ramygala in der heutigen Oberförsterei Panevėžys. Von 1974 bis 1977 machte er seinen Dienst in der Sowjetarmee. Von 1982 bis 1990 war er Richter und von 1987 bis 1990 Gerichtsvorsitzender im Stadtkreisgericht Kaunas. Ab 1998 war er Richter im Bezirksgericht Kaunas und ab 1999 am Lietuvos Aukščiausiasis Teismas.